# Базовская
Ба́зовская — река в Каргасокском районе Томской области России. Устье реки находится в 82 км по левому берегу реки Косец. Длина реки составляет 17 км. Вытекает из Лебяжьих озёр.
Названа по располагающейся недалеко от устья охотничьей базе.

## Данные водного реестра
По данным государственного водного реестра России относится к Верхнеобскому бассейновому округу, водохозяйственный участок реки — Обь от впадения реки Васюган до впадения реки Вах, речной подбассейн реки — Васюган. Речной бассейн реки — (Верхняя) Обь до впадения Иртыша.

## Топографические карты
- Лист карты P-44-XXXV,XXXVI Компас. Масштаб: 1 : 200 000. Состояние местности на 1981 год. Издание 1990 г.